# A Bandeira do Elefante e da Arara
A Bandeira do Elefante e da Arara (The Elephant and Macaw Banner, no original em inglês) é uma série de fantasia, escrita pelo autor norte-americano Christopher Kastensmidt e publicada no Brasil pela Devir Livraria. A série narra as aventuras do holandês Gerard Van Oost, e o guerreiro africano Oludara, no Brasil do século XVI, durante o período colonial. A história aborda os nativos e colonizadores, e as muitas relações e conflitos entre eles, e também os inúmeros seres encantados do folclore brasileiro, indo desde o sagaz Saci-Pererê até bestas enormes e aparentemente invencíveis, como o Boitatá e o Capelobo.

## Enredo
As noveletas contam a história de Gerard Van Oost, um explorador holandês que passou seis semanas espremido em uma caravela com o intuito de chegar ao Brasil, e viver como os heróis da antiguidade, aventurando-se em terras desconhecidas e enfrentando monstros perigosos. Gerard eventualmente passa a ser acompanhado por Oludara, um africano originário do reino de Ketu, e considerado um sábio pelo seu povo, principalmente após superar um desafio, apenas com sua esperteza, onde cinquenta homens falharam com suas forças. Cada noveleta narra uma aventura nova na jornada de Gerard Van Oost e Oludará, contando inclusive com a presença de um flashback no primeiro livro, onde podemos aprender ainda mais sobre a história do personagem em questão. À medida que a história avança, mais personagens importantes vão sendo apresentados, como o mais renomado aventureiro Antônio Dias Caldas, a valente índia Arani, o poderoso cacique Cabuçu, entre outros, cada um com suas diferenças entre si e com suas importâncias com o decorrer da trama.
O Brasil encontra-se no período colonial (século XVI), época marcada pelo início da colonização, engenhos de cana de açúcar (onde era usada mão-de-obra escrava de origem africana), e a busca dos Bandeirantes por índios, escravos fugitivos, e metais preciosos. Além dos conflitos históricos entre os índios e perós (nome dado, por eles, aos portugueses), as florestas brasileiras estão tomadas por criaturas fantásticas, vindas diretamente do folclore brasileiro, chamando a atenção de diversos bandos de aventureiros, caçando as maiores e mais perigosas criaturas em nome da glória e reconhecimento. Algumas dessas criaturas, devido a sua natureza humana, são capazes de dialogar com os aventureiros, e podem, ou não, ajudá-los em suas jornadas, como é o caso de Saci-Pererê, Iara e Flor-do-Mato.

## Histórico

### Origem
Christopher Kastensmidt se mudou para ao Brasil em 2001, mas desde antes já estudava sobre a história do Brasil por vontade própria. À medida que foi estudando sobre a história e os folclores para aprender a língua portuguesa, o interesse no assunto foi se tornando cada vez maior. Eventualmente, devido ao seu interesse, a atmosfera de aventura, e a convergência de culturas da época, a ideia de criar uma história passada durante o Brasil Colonial tornou-se cada vez mais possível, principalmente devido ao seu gosto de trabalhar com fantasia, e as diversas lendas brasileiras. Uma das inspirações para o protagonista holandês, Gerard van Oost, foi o conhecido mercenário alemão Hans Staden, famoso pelos relatos de suas viagens ao Brasil.

### Publicação
A primeira aventura da série foi publicada em abril de 2010, na revista americana Realms of Fantasy, uma das mais importantes do gênero fantasia, como “The Fortuitous Meeting of Gerard van Oost and Oludara” [“O Encontro Fortuito de Gerard van Oost e Oludara”, em português].
No Brasil, as primeiras três histórias da dupla de aventureiros foram editadas por Roberto de Sousa Causo, e publicadas pela Devir Livraria, na Coleção Asas do Vento , alcançando mais tarde seis países. Os livros são utilizados frequentemente em salas de aula , e citados em livros didáticos.
Em Julho de 2015, os primeiros três contos da série foram publicados como livros digitais, em inglês, na Amazon, e mais tarde na KOBO, NOOK, e Apple. O primeiro livro da série, O Encontro Fortuito, elevou-se ao topo das listas da Amazon ao redor do mundo, durante uma promoção onde ficou gratuito por uma semana.

## Recepção

### Críticas
Desde seu lançamento, a série tem recebido críticas muito positivas. O primeiro volume foi muito elogiado principalmente pelos seus personagens, como dito por Daniel Barbosa, de Além das estrelas, “O Encontro Fortuito é uma leitura deliciosa, com personagens carismáticos e inteligentes”. Os elogios também voltaram-se ao uso do folclore e da ambientação; de acordo com Bruno Schlatter, de Rodapé do Horizonte, “É um prato cheio para quem gosta de aventura e fantasia, apresentando tanto a América como a África como continentes mágicos e misteriosos, habitados por seres fantásticos e guardando tesouros lendários. Os dois protagonistas também são carismáticos e tem uma dinâmica interessante entre eles, lembrando algumas das grandes duplas das histórias de espada & feitiçaria, como o Fafhrd e Gatuno das Crônicas de Lankhmar”.
As críticas e elogios referentes ao segundo volume giraram em torno da mistura de culturas, de acordo com Taize Odelli, de r.izze.enhas, “Dupla Fantasia Heróica 2 continua muito bem na proposta de renovar a fantasia na literatura brasileira. Christopher Kastensmidt e Roberto de Souza Causo trabalham bem a troca entre culturas, a miscigenação que caracteriza o país e o que o Brasil tem a oferecer para criar ótimas histórias cheias de magia e aventura”. As boas nivelações entre ação e humor também foram muito apreciadas, como dito por Antonio Luiz M. C. Costa, de Carta Capital, “A história é bem construída em seus momentos de humor e suspense e funciona bem ante as expectativas que cria.”.
O terceiro volume continuou com boas críticas, e elogios gerais, como mencionado por Ana Carolina Silveira, de Leitura Escrita, “Temos batalhas, romance, aventura, humor, monstros, e personagens carismáticos. A leitura é uma experiência bem gostosa”.
Com o lançamento dos quadrinhos de A Bandeira do Elefante e da Arara, a série passou a chamar mais a atenção de pessoas veteranas na área. Tabajara Ruas mencionou que “A Bandeira do Elefante e da Arara é um hino às grandes aventuras da literatura universal, e um olhar lúdico e carinhoso ao país que o autor escolheu viver”. Giulia Moon, autora premiada da serie Kaori, também falou um pouco de sua experiência com o livro, dizendo que “Eu senti o mesmo entusiasmo que sentia quando estudava História no colégio e queria saber mais e mais sobre esse Brasil Colônia, de matas exuberantes e mitos coloridos e pitorescos”.

### Premiações
O Encontro Fortuito, primeira noveleta de A Bandeira do Elefante e da Arara, recebeu o prêmio para melhor história do ano quando publicado na revista Realms of Fantasy, escolhida pelos leitores da revista, em 2011. No mesmo ano, foi finalista do Prêmio Nebula, um dos maiores prêmios da literatura fantástica. Em 2015, o livro A Bandeira do Elefante e da Arara: O Encontro Fortuito, foi indicado pelo Prémio AGES: Livro do Ano, na categoria Especial.

## Adaptações

### Histórias em quadrinhos
Em Novembro de 2014, o primeiro, e premiado, conto da série, O Encontro Fortuito, foi lançado em uma adaptação para quadrinhos, de 112 páginas também lançada pela Devir Livraria, com seu roteiro responsabilizado por Kastensmidt, as ilustrações desenvolvidas por Carolina Mylius, e as cores por Ursula “Sulamoon” Dorada. Tal projeto se tornou possível graças a viabilização pela Lei de Incentivo à Cultura, Ministério da Cultura do Governo federal do Brasil, e patrocinado pelo Banco De Lage Landen.

### Jogo de tabuleiro
Em Março de 2015, o site Melhores do Mundo divulgou a notícia que um jogo de tabuleiro da série estava em produção, com a mecânica desenvolvida pelo próprio Kastensmidt, que, além de criador do mundo original, já trabalhou muito com criação de jogos. Ursula “Sulamoon” Dorada responsabilizou-se pela arte, contribuindo com 53 pinturas. A sétima versão do protótipo veio a ser testada, e aprovada, na Lends Club, lugar voltado para a prática de jogos analógicos de mesa.

### RPG de mesa
Em 2017, a editora Devir publicou uma adaptação para RPG de mesa intitulada A Bandeira do Elefante e da Arara – Livro de Interpretação de Papéis.